# Liste der Baudenkmäler in Lotte (Westfalen)
Die Liste der Baudenkmäler in Lotte (Westfalen) enthält die denkmalgeschützten Bauwerke auf dem Gebiet der Gemeinde Lotte (Westfalen) im Kreis Steinfurt in Nordrhein-Westfalen (Stand: April 2021). Diese Baudenkmäler sind in der Denkmalliste der Gemeinde Lotte (Westfalen) eingetragen; Grundlage für die Aufnahme ist das Denkmalschutzgesetz Nordrhein-Westfalen (DSchG NRW).

| Bild           | Bezeichnung                         | Lage                                                          | Beschreibung | Bauzeit | Eingetragen seit | Denkmal- nummer |
| -------------- | ----------------------------------- | ------------------------------------------------------------- | --- | ------- | ---------------- | --------------- |
| weitere Bilder | Ev. Pfarrkirche                     | Alt-Lotte Bahnhofstraße bzw. Kirchplatz Karte                 | Westbau mit Domikalgewölbe und 2 seitlichen Nischen, 13. Jh., frühgotischer Rechtecksaal, Westwand: Fünfpassfenster, übrige spitzbogig. |         | 10.03.1986       | 1               |
| weitere Bilder | Ev. Dorfkirche                      | Wersen Kreuzung Westerkappelner Straße / Halener Straße Karte | Der spätromanische Gewölbebau des 13. Jh. wurde 1886 um den Westturm, 1906 um das Südschiff erweitert, ältestes Bauwerk in Lotte. |         | 27.06.1989       | 2               |
| weitere Bilder | Hofanlage Hehwerth                  | Alt-Lotte Bahnhofstraße Karte                                 | Eingeschossiges Wohn-/Stallgebäude, erbaut 1858 als westf. Zwei-Ständerhaus mit 3-seitigem Fachwerk, Pfettendach; 1851 erbaute Scheune mit Fachwerk; Garten und Baumbestand sind wesentliche Bestandteile, die das Ensemble zu einer Hofanlage machen.     |         | 12.07.1989       | 3               |
| weitere Bilder | Wassermühle Bohle                   | Wersen Im Mühlengrund Karte                                   | Dreibogenbrücke; Getreidemühle, Transmissionsachse, Sägemühle. maschinelle Ausstattung |         | 15.04.1992       | 4               |
| BW             | Hofanlage                           | Lotte-Osterberg Im Kloster 6 Karte                            | Hofanlage, bestehend aus zwei Gebäuden: Zweiständerlängsdeelenhaus mit Kübbung und eingeschossiges Bruchsteinspeichergebäude. |         | 25.06.1993       | 5               |
| BW             | Wassermühle Borgmann                | Wersen Alter Mühlenweg 2a Karte                               | Zweigeschossiger Bruchsteinbau |         | 30.09.1993       | 6               |
| BW             | Wappentafel der Wassermühle Tüchter | Wersen Alter Mühlenweg 1 Karte                                | Wappentafel mit Wappen des letzten Grafen von Tecklenburg 1689. |         | 14.12.1993       | 7               |
| BW             | Doppelheuerhaus                     | Wersen Wersener Holz 3 Karte                                  | Doppelheuerhaus, symmetrisch angelegtes Gebäude mit Deelentor auf der Nord- und Südgiebelseite. Im Kern altes Zweiständergerüst mit Kopfbändern in Längs- und Querrichtung mit einer Oberrähmkonstruktion.                                                 |         | 08.02.1995       | 8               |
| BW             | Hofanlage                           | Alt-Lotte Bahnhofstraße 30 Karte                              | Bauernhaus, Scheune mit Backhaus, Bruchsteinmauer. Denkmalwert sind das Fachwerk-Längsdeelenhaus mit dem Schweinestallanbau; die Scheune mit dem Backhaus und Backofen. Erhaltenswert ist die Bruchsteinmauer mit Ziegeldecksteinen aus den 1920er Jahren. |         | 21.08.1997       | 10              |
| BW             | Ehemaliges Zollgebäude              | Alt-Lotte Osnabrücker Straße 13/14 Karte                      | Zweigeschossiges, klassizistisches Krüppelwalmtraufenhaus und ehemaliger Zollspeicher. |         | 21.08.1997       | 11              |
| BW             | Bäuerliches Wohnhaus und Speicher   | Lotte-Osterberg Münsterstraße 18 Karte                        | Zwei Fachwerkgebäude, im Wesentlichen erste Hälfte des 19. Jahrhunderts. |         | 21.08.1997       | 12              |
| BW             | Backhaus                            | Wersen Strotheweg 118 Karte                                   | Kleines Backhaus in Fachwerkbauweise, Datierung 1832. |         | 10.11.1997       | 13              |
| BW             | Bauernhaus                          | Alt-Lotte Ibbenbürener Straße 9 Karte                         | Großes Fachwerkbauernhaus, ursprünglich Zweiständerbau, wohl in der Mitte des 19. Jahrhunderts zu einem Vierständer erweitert. |         | 10.11.1997       | 14              |
| BW             | Hofanlage                           | Alt-Lotte Ibbenbürener Straße 6 Karte                         | Denkmalwert ist das Bauernhaus ohne die Anbauten; erhaltenswert ist die Scheune (ab Mitte 18. Jahrhundert) und das massive Nebengebäude (u.a. mit Garage), um 1930 erbaut und 1945 erneuert.                                                               |         | 10.11.1997       | 15              |
|                | Grabstelle Pastor Martin Niemöller  | Wersen Westerkappelner Straße                                 | Grabstelle mit Umrandung und den sich auf dem Grab befindlichen Platten (Kreuzbalken und Inschriftenstein sowie Teile früherer Grabmale rechts davon) und Art der Begrünung.                                                                               |         | 12.12.2013       | 16              |

## Ehemalige Baudenkmäler
| Bild | Bezeichnung           | Lage  | Beschreibung | Bauzeit | Eingetragen seit | Denkmal- nummer |
| ---- | --------------------- | ----- | --- | ------- | ---------------- | --------------- |
|      | Bauernhaus Beckemeyer | Lotte | Langes, Zweiständerlängsdeelenhaus mit eng gestelltem Fachwerk. 1883 im Deelentorbalken datiert. Gelöscht am 07.02.2000, da abgebrannt. |         | 21.08.1997       | 9               |